# Airbus A330 MRTT
Airbus A330 Multi Role Tanker Transport (MRTT) este un avion cisternă cu realimentare aeriană bazat pe Airbus A330 civil. Un total de 13 națiuni au plasat comenzi ferme pentru aproximativ 60 de aeronave, dintre care 51 au fost livrate până la 30 noiembrie 2020. O versiune a A330 MRTT, EADS/Northrop Grumman KC-45, a fost propusă Forțelor Aeriene ale Statelor Unite pentru programul său de înlocuire a cisternelor aeriene și selectată, dar programul a fost anulat.